# كيفن هيغينز
كيفن هيغينز (بالإنجليزية: Kevin Higgins)‏ هو مدرب رياضي أمريكي، ولد في 1 ديسمبر 1955 في إيمرسون في الولايات المتحدة.